# Jannabi
Jannabi (tiếng Hàn: 잔나비) là ban nhạc indie đến từ Hàn Quốc gồm 2 thành viên: Choi Jung Hoon (vocal) và Kim Do Hyung (guitar), cùng sinh vào năm 1992 (năm Khỉ). "Jannabi" cũng có nghĩa là "Khỉ" trong tiếng Hàn xưa.

## Giới thiệu
Ban nhạc xuất phát điểm từ thành phố Seongnam, tỉnh Gyeonggi, Hàn Quốc và tất cả các thành viên đều đến từ quận Bundang. Ngoài ra, việc cùng học chung trường cũng khiến họ luôn tự hào về tinh thần đồng đội mạnh mẽ.
Jannabi thường mở đầu bằng câu: "Xin chào! Chúng tôi là Group Sound Jannabi". Họ thích sử dụng "Group Sound" thay cho "ban nhạc" vì từ này cũng dùng để giới thiệu các ban nhạc rock Hàn Quốc vào khoảng những năm 60-70 hồi đó. 

## Phong cách âm nhạc
Vì là một ban nhạc indie nên Jannabi luôn tự viết lời, tự sáng tác và sản xuất tất cả bài hát của họ. Và có khả năng cover đa dạng các bài hát thuộc nhiều thể loại khác nhau (nhạc dân ca, pop, rock...). Trong năm đầu ra mắt, Choi Jung Hoon, Kim Do Hyung và Yoo Young Hyun, cả ba đã cùng nhau viết lời. Nhưng hiện tại, Choi Jung Hoon viết lời cho tất cả các bài hát và cùng với Kim Do Hyung làm nhạc.
Tất cả các thành viên đều bị ảnh hưởng rất nhiều bởi âm nhạc của những nghệ sĩ đình đám thuộc từng thời kì khác nhau như Simon & Garfunkel, The Beatles của thập niên 60; Queen, Sanulrim của thập niên 70; Oasis, Blur của thập niên 90,... Nếu nhìn vào các bài hát được phát hành trong thời kì đầu của họ có thể thấy rõ được điều này, đặc biệt có nhiều bài hát mang phong cách Queen và thời kì đầu của Maroon 5. Hiện tại, họ đang dần tìm kiếm màu sắc của riêng mình. 

## Hoạt động

### Trước 2014: Những năm tháng học đường
Choi Jung-hoon đã biết Jang Kyung-joon từ khi họ cùng học chung một Trường tiểu học (Trường Tiểu học Bundang). Sau khi họ nhập học tại Trường cấp hai Seohyeon, họ đã biểu diễn nhạc cụ cùng với nhau ở các hoạt động của câu lạc bộ. Choi Jung-hoon biết đến Kim Do-hyung lần đầu tiên bởi video ca nhạc tự sáng tác của anh ấy. Khả năng sáng tác của Kim Do-hyung để lại ấn tượng sâu sắc cho Choi Jung-hoon. Vì thế, Kim Do-hyung đã tham gia với Choi Jung-hoon và Jang Kyung-joon khi họ còn là những học sinh trung học. Họ đã biểu diễn ở quê nhà của họ, cụ thể là công viên Bundang cho các hoạt động của trường trung học.
Sau tốt nghiệp, Choi Jung-hoon và Jang Kyung-joon đã học ở hai trường đại học khác nhau trong khi Kim Do-hyung thì không; tuy nhiên, họ đã cố gắng tìm kiếm một công ty lớn một cách nhanh chóng để ký hợp đồng.
Kim Do-hyung và Jang Kyung-joon gia nhập ban nhạc Yanghwajin (양화진) và giải tán một năm sau đó. Choi Jung-hoon trở thành thực tập sinh cho công ty FNC. Thế nhưng anh đã nhận ra rằng hoạt động của mình sẽ bị hạn chế bởi luật lệ ở công ty và anh có gu âm nhạc hoàn toàn khác với N.Flying. Cuối cùng, anh đã rời khỏi công ty FNC Ent.

### 2012-2013: Quá trình hình thành nên ban nhạc vàSuperStar K5
Kim Do-hyung biết đến khả năng chơi keyboard của Yoo Young-hyun nhờ vào lời giới thiệu từ một người bạn khi họ ở lứa tuổi 20. Choi Jung-hoon gặp Yoo young-hyun thông qua Kim Do-hyung.
Để nâng cao trình độ của mình, Jannabi đã quyết định tham gia SuperStar K5 vào ngày 16 tháng 8 năm 2013. Trong khoảng thời gian tham gia chương trình, Kim Do-hyung và Yoo Young-hyun đã bị loại và họ đã cổ vũ cho Choi Jung-hoon để tiếp tục thi dù khi đó mọi người đều tưởng rằng anh sẽ bị loại cùng với họ thay vì sẽ trở thành một thành viên của Plan B. Kết quả, Choi Jung-hoon đã bị loại ở top 7.
May mắn thay, Jannabi gặp Sinsadong Tiger thông qua bài hát được sáng tác cho Plan B. Khi ấy Jannabi gặp khó khăn về album, họ đã hỏi Sinsadong Tiger để xin lời khuyên về các quan điểm trong K-pop. "Đừng nghĩ rằng tôi sẽ tặng cho các cậu một bài hát. Đừng để tôi tham gia." -  Phản hồi từ Sinsadong Tiger để giúp đỡ họ thiết lập phong cách riêng của mình.

### 2014: Ra mắt
Ngày 28 tháng 4, Jannabi sản xuất single album đầu tay Rocket (tên ban đầu là "LOVE" vào 2013 và đã được biểu diễn tại câu lạc bộ underground GOGO2 trước đây). Họ có 80 buổi biểu diễn ở đường phố trước ngày album được sản xuất.
Album Rocket được định sẽ trình diện đến khán giả vào ngày 18 tháng 4. Tuy nhiên, hai ngày trước khi nó được chính thức phát hành, vụ lật phà Sewol đã xảy ra vào ngày 16 tháng 4. Sinsadong Hyung và Jannabi đã thể hiện niềm thương tiếc cho những nạn nhân nên đã quyết định dời ngày ra mắt.
Chi tiết về album Rocket thì đó là bài hát mang âm hưởng từ folk rock và điệu reggae, thêm thắt một chút chất Queen vào đó và sự thay đổi bất ngờ trong từng thể loại tạo nên điểm nhấn của bài hát. Đặc biệt, nó mang đến một cảm giác độc đáo khi chơi brass (kèn đồng) và piano theo phong cách jazz.
Ngày 28 tháng 8, Jannabi phát hành single album thứ hai Pole Dance, nó bao gồm 2 tracks là "Pole Dance'' and ''Did You Ever Love Me''.
Ngày 29 tháng 10, Jannabi phát hành single album thứ ba November Rain. Họ có một màn độc diễn ở câu lạc bộ Ta Hongdae.
Jannabi đã nhận được giải thưởng 'Nghệ sĩ mới xuất sắc nhất của năm' tại Pentaport Rock Festival và trở thành Top 10 tại Hongdae Gayo Festival.
Ngày 16 tháng 12, Jannabi sản xuất EP đầu tiên là See Your Eyes. Ca khúc chủ đề ''See Your Eyes'' được dành riêng cho những người phụ nữ bị tổn thương bởi những sai lầm của tình yêu. Đó là một bài hát thể hiện sự hối tiếc của người đàn ông vì đã cư xử vô trách nhiệm. Lời bài hát được đặt trên sự chân thành và thẳng thắn và nó đã thành công gây được sự chú ý sau vài năm.

### 2015: Thành viên mới Jang Kyung-joon và Yoon Kyul, OST của phim
Jang Kyung-joon (tay chơi bass) và Yoon Kyul (tay chơi trống) đã gia nhập Jannabi. Jang Kyung-joon đã là một thành viên khách mời của Jannabi trong một khoảng thời gian trước khi trở thành một thành viên chính thức với tiếng gọi tình yêu từ Jannabi. Yoon Kyul là một tay chơi trống rất tài năng và từng học chuyên ngành về nó ở những năm tháng đại học, đã tham gia Jannabi thông qua buổi thử giọng – theo các cuộc phỏng vấn của họ. Còn ngày chính xác thì không được xác định.
Ngày 4 tháng 7, Jannabi tổ chức buổi hòa nhạc mang tên "Fire" ở Hongdae Rolling Hall.
Ngày 9 tháng 10, Jannabi sáng tác "Cuckoo" dưới dạng một bản soundtrack của bộ phim Trở lại tuổi 20.
Ngày 25 tháng 11, Jannabi tổ chức buổi hòa nhạc "CHANGE" tại Hyundai Card.
Jannabi đã nhận được giải thưởng 'Green Rookie Friend' tại Greenplugged Festival cùng năm.

### 2016:MONKEY HOTEL
Ngày 1 tháng 6, ca khúc chủ đề của EXID là "L.I.E" (JANNABI REMIX)'' được phát hành.
Ngày 18 tháng 6, Jannabi tổ chức buổi hòa nhạc thứ 6 mang tên "MONKEY HOTEL" để chúc mừng album full-length đầu tiên MONKEY HOTEL. Ngày 4 tháng 8, Jannabi đã chính thức phát hành album full-length MONKEY HOTEL. Album này đã bị hoãn lại liên tục vì quá nhiều bản thử nghiệm cũng như sai sót trong suốt quá trình sản xuất tại studio.
Ngày 12 tháng 10, Jannabi xuất hiện trên MBC's special TV với chương trình DMC Festival và điều đó đã gây tiếng vang lớn đến mọi người, vì thế Jannabi đã trở thành từ khóa tìm kiếm hàng đầu trên Naver ở thời gian thực.
Jannabi được đặt biệt danh là "những nhà công chức tại tvN" bởi họ đã sáng tác hầu hết các nhạc phim cho Thực thần 2 đến Uống rượu một mình.
Ngày 18 tháng 12, Jannabi đã tổ chức buổi hòa nhạc cuối năm đầu tiên và là buổi hòa nhạc lần thứ 7 tên "JANNABI and THE NEW WORLD".

### 2017:She(Hidden Track NO. January)
Ngày 5 tháng 1,,"Yoon Jong-shin X Jannabi " đã được phát sóng trực tiếp trên kênh Naver VLIVE "Hidden Track NO.V '', đó là nơi để tổ chức dự án cho những nghệ sỹ nổi tiếng hợp tác với những ca sỹ có sức hút mà họ muốn đề xuất cho công chúng vào mỗi tháng. Jannab được chọn để biểu diễn vào tháng đầu tiên năm 2017. Choi Jung-hoon đã nói rằng lý do là bởi vì những nỗ lực làm việc trong Naver Musician League kể từ mùa xuân năm 2014. "Chúng tôi liên tục đăng những video trên Musician League để làm nó hoạt động, sau đó chúng tôi đạt vị trí top 100 và đã có một cơ hội thật sự tuyệt vời, Hidden Track NO. V.''. Ngày 24 tháng 1, Jannabi tổ chức buổi hòa nhạc mini tại Hyundai Card Understage ở Itaewon cùng Yoon Jong-shin với 300 khán giả, "Live to unlock Yoon Jong-shin X Jannabi" được phát sóng trực tiếp trên kênh Naver VLIVE "Hidden Track NO.V".
Ngày 15 tháng 6, buổi hòa nhạc thứ 8 của Jannabi "Stop, look and listen" được tổ chức tại Samsung Hall của trường đại học nữ sinh Ewha, vé đã bán hết hoàn toàn trong vòng 2 phút. Với tỷ lệ đặt chỗ trước trong lĩnh vực indie lên đến 50,5% thị phần. Phóng viên tin tức OSEN gọi Jannabi là "'band idols". Chỉ trong hai 15 và 16 tháng 7, Jannabi đã biểu diễn tổng cộng 26 bài hát trong vòng 150 phút, với chủ đề là "abandoned opera house" (nhà hát opera bị bỏ hoang). Ý tưởng đến từ Choi Jung-hoon.
Ngày 29 tháng 8, single mới She - biểu diễn tại "Live to unlock Yoon Jong-shin X Jannabi" lần đầu tiên đã được thông báo sẽ chính thức phát hành vào ngày 9 tháng 9. Và bọn họ đã phát hành nó sau một năm.
Ngày 30 đến ngày 31 tháng 12, Jannabi tổ chức buổi hòa nhạc cuối năm lần thứ 2 và là buổi hòa nhạc thứ 9 mang tên "FANTASTIC OLD-FASHIONED".

### 2018:Good Boy Twistvà những màn kết hợp
Tài khoản Instagram chính thức của Jannabi đã thông báo rằng họ sẽ phats hành album tổng hợp MONKEY HOTEL Special Edition vào nửa đầu năm 2018. Album sẽ bao gồm những bản demo chưa được công bố và một cuốn sách có chứa lời bài hát.
Ngày 13 tháng 8, Jannabi đã cho ra mắt single "Good Boy Twist (Korean:굿보이 트위스트)".
Jannabi đã tích cực hợp tác với nhiều nghệ sĩ tài năng năm 2018. Đầu tiên là "Lilac (Feat.Choi Jung-hoon of Jannabi)" bởi Changmo trong album DNSG, và thứ hai là "As You Walk Along The Street" bởi Lee Moon-sae trong album thứ 16 Between Us.
Jannbi single single "Made In Christmas" feat by AKMU Lee Su-hyun được hát hành ngày 21 tháng 12. Về bài hát thì nó là một bản 1980s synth pop với giọng ca nữ. Vì Lee Su-hyun đã nổi tiếng nhưng lại không cho ra mắt bài hát nào trong một năm nên điều đó đã gây chú ý đến công chúng. "Made In Christmas" nhanh chóng lọt vào bảng xếp hạng real-time chart Top 100 của Melon. Instagram chính thức của Jannabi đã đăng "Jannabi cuối cùng cũng đưa bản nhạc vào được top 100 của bảng xếp hạng Melon! (Đạt vị trí 20 trên Bugs). Cảm ơn tất cả những người hâm mộ vì đã đến với Jannabi vào cái ngày đầy vinh quang này. Chúng tôi hy vọng có thể lập nên lịch sử cùng với những người hâm mộ của mình.".

### 2019:Legend
Jannabi bắt đầu sự nghiệp của họ vào tháng 1 năm 2019 bằng cách làm lại bài hát "Like When We First Meet." của ca sỹ Yoon Jong-shin.
Ngày 13 tháng 3, họ phát hành album "Legend". Ca khúc chủ đề là "For Lovers Who Hesitate" đã trở nên phổ biến một cách rộng tãi, đạt thứ hạng cao trên bảng xếp hạng Melon.

### 2020:JANNABI's Small Pieces 1
Ngày 6 tháng 11, Jannabi đã phát hành EP thứ hai EP JANNABI's Small Pieces 1 với ca khúc chủ đề là "A thought on an autumn night."

## Phong cách nghệ thuật

### Âm nhạc
Vì là một ban nhạc indie nên Jannabi luôn tự viết lời, tự sáng tác và sản xuất tất cả bài hát của họ.

### Ảnh hưởng
Jannabi đã nói rằng Queen, Simon & Garfunkel, Sanulrim, The Beatles là những nhạc sĩ mà họ yêu thích. Những ca khúc trước đây của họ được truyền cảm hứng bởi Queen, Maroon 5, etc.
Jannabi là nghệ sĩ đầu tiên có tầm ảnh hưởng đến ngành công nghiệp âm nhạc Hàn Quốc vào năm 2019, theo nhà phê bình âm nhạc Pop Hàn Quốc, Jang Min-jae.
Ngày 18 tháng 2, Jannabi đã xuất hiện trên You Hee-yeol's Sketchbook lần đầu tiên. You Hee-Yeol đã ca ngợi,"Jannabi là một trong những ban nhạc mà tôi thích gần đây." Và ông ấy nói,"Nếu tôi trở về thời hai mươi, tôi sẽ là một thành viên trong ban nhạc Jannabi." những lời này đã khiến Jannabi cảm động. Ngày 28 tháng 2, Jannabi đã tham gia buổi ghi hình Immortal Songs: Singing the Legend với số tập có Yoon Jong-shin.

## Ban nhạc

### Giới thiệu
"Xin chào! Chúng tôi là Group Sound Jannabi."
Jannabi sử dụng từ "Group Sound" thay cho ban nhạc vì từ "Group Sound" là một từ khóa để giới thiệu các ban nhạc rock Hàn Quốc vào khoảng những năm 1960s-1970s.

### Thành viên
| Tên             | Tên    | Ngày sinh - Nơi sinh                                        | Học vấn              | Vị trí                                             |
| --------------- | ------ | ----------------------------------------------------------- | -------------------- | -------------------------------------------------- |
| Latinh          | Hangul | Ngày sinh - Nơi sinh                                        | Học vấn              | Vị trí                                             |
| Choi Jung-hoon  | 최정훈 | 10 tháng 3, 1992 · Hàn Quốc Seongnam Bundang-gu             | Kyung Hee University | Leader, Main Vocalist, Record Producer, Songwriter |
| Kim Do-hyung    | 김도형 | 17 tháng 4, 1992 · Hàn Quốc Seongnam Bundang-gu             | —                    | Guitarist, Vocalist, Songwriter                    |
| Jang Kyung-joon | 장경준 | 12 tháng 10, 1992 · Hàn QuốcSeongnam Bundang-gu             | Dong-a University    | Bassist                                            |
| Yoon Kyul       | 윤결   | 15 tháng 6, 1992 · Hàn Quốc South Gyeongsang Hamyang County | Dong-a University    | Drummer, Percussionist                             |

Tay chơi keyboard Yoo Young-hyun đã tự nguyện rời ban nhạc vào ngày 24 tháng 5 năm 2019 sau khi thừa nhận về việc anh có liên quan đến cáo buộc bạo lực học đường trong quá khứ.
Yoon Kyul cũng đã rời vào năm 2021, dẫn đến hiện tại chỉ còn Jannabi 3 thành viên

## Danh sách đĩa nhạc

### Studio albums
| Tên           | Chi tiết album                                                                                                  | Vị trí cao nhất | Doanh số      |
| Tên           | Chi tiết album                                                                                                  | KOR             | Doanh số      |
| ------------- | --- | --------------- | ------------- |
| Monkey Hotel  | Original version - Ngày phát hành: 4 tháng 8 năm 2016 - Hãng đĩa: Peponi Music - Định dạng: CD, tải kỹ thuật số | 41              | - KOR: 1,041  |
| Monkey Hotel  | Special edition - Ngày phát hành: 2 tháng 5 năm 2018 - Hãng đĩa: Peponi Music - Định dạng: CD, tải kỹ thuật số  | 10              | - KOR: 9,601  |
| Legend (전설) | - Ngày phát hành: 13 tháng 3 năm 2019 - Hãng đĩa: Peponi Music - Định dạng: CD, tải kỹ thuật số                 | 7               | - KOR: 15,457 |

### Extended plays (EP)
| Tên                                | Chi tiết album                                                                                        | Vị trí cao nhất | Doanh số      |
| Tên                                | Chi tiết album                                                                                        | KOR             | Doanh số      |
| ---------------------------------- | --- | --------------- | ------------- |
| See Your Eyes                      | - Ngày phát hành: ngày 16 tháng 12 năm 2014 - Hãng đĩa: Peponi Music - Định dạng: CD, tải kỹ thuật số | —               | —             |
| JANNABI's Small Pieces I           | - Ngày phát hành: ngày 6 tháng 11 năm 2020 - Hãng đĩa: Kakao M - Định dạng: CD, tải kỹ thuật số       | 13              | - KOR: 10,851 |
| "—" denotes release did not chart. | |                 |               |

### Singles
| Tên                                                | Năm  | Vị trí cao nhất | Vị trí cao nhất | Chứng nhận                                               | Album                    |
| Tên                                                | Năm  | KOR             | KOR Hot         | Chứng nhận                                               | Album                    |
| -------------------------------------------------- | ---- | --------------- | --------------- | -------------------------------------------------------- | ------------------------ |
| "Rocket"                                           | 2014 | —               | —               | —                                                        | Non-album single         |
| "Pole Dance" (봉춤을 추네)                         | 2014 | —               | —               | —                                                        | Pole Dance single album  |
| "November Rain"                                    | 2014 | 112             | —               | —                                                        | See Your Eyes            |
| "See Your Eyes"                                    | 2014 | —               | —               | —                                                        | See Your Eyes            |
| "Summer" (뜨거운 여름밤은 가고 남은 건 볼품없지만) | 2016 | 15              | 16              | —                                                        | Monkey Hotel             |
| "She"                                              | 2017 | 37              | 39              | —                                                        | Non-album singles        |
| "Good Boy Twist"                                   | 2018 | —               | —               | —                                                        | Non-album singles        |
| "Like When We First Met" (처음 만날때처럼)         | 2019 | 125             | —               | —                                                        | Non-album singles        |
| "For Lovers Who Hesitate" (주저하는 연인들을 위해) | 2019 | 1               | 2               | - KMCA: Platinum (download) - KMCA: Platinum (streaming) | Legend                   |
| "A Thought on an Autumn Night" (가을밤에 든 생각)  | 2020 | 10              | —               | —                                                        | Jannabi's Small Pieces I |
| "—" denotes release did not chart.                 |      |                 |                 |                                                          |                          |

### Soundtrack
| Tên                                                 | Năm  | Vị trí cao nhất | Vị trí cao nhất | Album                       |
| Tên                                                 | Năm  | KOR             | KOR Hot         | Album                       |
| --------------------------------------------------- | ---- | --------------- | --------------- | --------------------------- |
| "The Story I Couldn't See" (나는 볼 수 없던 이야기) | 2019 | 80              | 78              | Romance Is a Bonus Book OST |
| "After A Tumultuous Night" (소란한 밤을 지나)       | 2021 | —               | —               | Love Spoiler OST            |
| "—" denotes release did not chart.                  |      |                 |                 |                             |

### Collaborations
| Năm  | Tên                                    | Nghệ sĩ                                             | Ghi chú                          | Nguồn         |
| ---- | -------------------------------------- | --------------------------------------------------- | -------------------------------- | ------------- |
| 2020 | 사라진 모든 것들에게 (With ELLE KOREA) | CODE KUNST, Choi Jung-hoon (Jannabi), Simon Dominic | Biểu diễn trực tiếp tại MMA 2020 | [ 65 ] [ 66 ] |

### Other charted songs
| Tên                                                   | Năm  | Vị trí cao nhất | Vị trí cao nhất | Album      |
| Tên                                                   | Năm  | KOR             | KOR Hot         | Album      |
| ----------------------------------------------------- | ---- | --------------- | --------------- | ---------- |
| "Did You Ever Love Me?" (사랑하긴 했었나요...)        | 2014 | 15              | 26              | Pole Dance |
| "Together!" (투게더!)                                 | 2019 | 114             | —               | Legend     |
| "About a Boy" (우리 애는요)                           | 2019 | 132             | —               | Legend     |
| "Dreams, Books, Power, and Walls" (꿈과 책과 힘과 벽) | 2019 | 157             | —               | Legend     |
| "Good Good Night" (나의 기쁨 나의 노래)               | 2019 | 179             | —               | Legend     |

## Giải thưởng và Đề cử

### Korean Music Awards
| Năm  | Thể loại                   | Sản phẩm/Người nhận     | Kết quả   |
| ---- | -------------------------- | ----------------------- | --------- |
| 2020 | Song of the Year (Daesang) | For Lovers Who Hesitate | Đoạt giải |
| 2020 | Best Modern Rock Song      | For Lovers Who Hesitate | Đoạt giải |

### Golden Disc Awards
| Năm  | Thể loại             | Sản phẩm/Người nhận     | Kết quả   |
| ---- | -------------------- | ----------------------- | --------- |
| 2020 | Digital Song Bonsang | For Lovers Who Hesitate | Đoạt giải |

### Melon Music Awards
| Năm  | Thể loại                 | Sản phẩm/Người nhận       | Kết quả   |
| ---- | ------------------------ | ------------------------- | --------- |
| 2019 | Top 10 Artist            | Jannabi                   | Đoạt giải |
| 2019 | Artist of the Year       | Jannabi                   | Đề cử     |
| 2019 | Netizen Popularity Award | Jannabi                   | Đề cử     |
| 2019 | Song of the Year         | "For Lovers Who Hesitate" | Đề cử     |
| 2019 | Album of the Year        | Legend                    | Đề cử     |

### Mnet Asian Music Awards
| Năm  | Thể loại                      | Sản phẩm/Người nhận        | Kết quả   |
| ---- | ----------------------------- | -------------------------- | --------- |
| 2019 | Best Band Performance         | "For Lovers Who Hesitate"  | Đoạt giải |
| 2019 | Song of the Year              | "For Lovers Who Hesitate"  | Đề cử     |
| 2019 | Song of the Year              | "The Story I Couldn't See" | Đề cử     |
| 2019 | Best OST                      | "The Story I Couldn't See" | Đề cử     |
| 2019 | Worldwide Fans' Choice Top 10 | Jannabi                    | Đề cử     |

### Seoul Music Awards
| Năm  | Thể loại             | Sản phẩm/Người nhận        | Kết quả |
| ---- | -------------------- | -------------------------- | ------- |
| 2020 | Bonsang Award        | Jannabi                    | Đề cử   |
| 2020 | Popularity Award     | Jannabi                    | Đề cử   |
| 2020 | Hallyu Special Award | Jannabi                    | Đề cử   |
| 2020 | Best OST             | "The Story I Couldn't See" | Đề cử   |

### VLive Awards
| Năm  | Thể loại             | Sản phẩm/Người nhận | Kết quả   |
| ---- | -------------------- | ------------------- | --------- |
| 2019 | VLIVE Discover Award | Jannabi             | Đoạt giải |

## Các hoạt động khác

### Chương trình truyền hình
| Năm  | Kênh | Tên chương trình  | Số tập                                            | Ghi chú                                                       | Nguồn                |
| ---- | ---- | ----------------- | ------------------------------------------------- | ------------------------------------------------------------- | -------------------- |
| 2013 | Mnet | SuperStar K mùa 5 | 2, 4, 5, 6, 7                                     | Choi Jung-hoon, Kim Do-hyung và cựu thành viên Yoo Young-hyun | [ 67 ]               |
| 2019 | MBC  | I Live Alone      | 289, 293 (các tập bị edit vì tranh cãi: 300, 301) | Choi Jung-hoon, có sự góp mặt của các thành viên Jannabi      | [ 68 ] [ 69 ] [ 70 ] |

### Chương trình thực tế
| Năm  | Kênh | Tên chương trình | Số tập | Ghi chú          | Nguồn  |
| ---- | ---- | ---------------- | ------ | ---------------- | ------ |
| 2020 | MBC  | Hangout with Yoo | 35     | Ban nhạc Jannabi | [ 72 ] |
| 2021 | MBC  | Hangout with Yoo | 68     | Choi Jung-hoon   | [ 73 ] |

### Chương trình âm nhạc
| Năm                                                  | Kênh | Tên chương trình          | Số tập                      | Bài hát                                        | Ghi chú                                  | Nguồn                              |
| ---------------------------------------------------- | ---- | ------------------------- | --------------------------- | ---------------------------------------------- | ---------------------------------------- | ---------------------------------- |
| 2018                                                 | MBC  | King of Mask Singer       | 183, 184                    | White Winter (하얀 겨울)                       | Candy Guy vs Ginger Man (Choi Jung-hoon) | [ 12 ] [ 24 ] [ 74 ]               |
| 2018                                                 | MBC  | King of Mask Singer       | 183, 184                    | Love, on its Solitude (사랑 그 쓸쓸함에 대하여 | Ginger Man (Choi Jung-hoon)              | [ 12 ] [ 24 ] [ 74 ]               |
| 2018                                                 | MBC  | King of Mask Singer       | 183, 184                    | Hiya (희야)                                    | Ginger Man (Choi Jung-hoon)              | [ 12 ] [ 24 ] [ 74 ]               |
| 2018                                                 | KBS2 | You Hee-yeol's Sketchbook | 407, 424, 435, 480-481, 516 | —                                              | Jannabi                                  | [ 75 ] [ 76 ] [ 77 ] [ 78 ] [ 79 ] |
| 2019                                                 | KBS2 | You Hee-yeol's Sketchbook | 407, 424, 435, 480-481, 516 | —                                              | Jannabi                                  | [ 75 ] [ 76 ] [ 77 ] [ 78 ] [ 79 ] |
| 2020                                                 | KBS2 | You Hee-yeol's Sketchbook | 407, 424, 435, 480-481, 516 | —                                              | Jannabi                                  | [ 75 ] [ 76 ] [ 77 ] [ 78 ] [ 79 ] |
| 2017                                                 | KBS  | Immortal Songs            | 295                         | My Day (나의 하루)                             | Jannabi                                  | [ 80 ] [ 81 ]                      |
| 2019                                                 | KBS  | Immortal Songs            | 399                         | For Love                                       | Jannabi                                  | [ 80 ] [ 81 ]                      |
| 2019                                                 | KBS  | Immortal Songs            | 426                         | Viva La Vida                                   | Jannabi                                  | [ 80 ] [ 81 ]                      |
| "—" biểu thị có rất nhiều bài hát đã được biểu diễn. |      |                           |                             |                                                |                                          |                                    |